# Joseph Campani
Joseph Campani (* 2. April 1856 in Hötting; † 12. Juli 1931 in Beuron) war ein Benediktiner und Architekt.

## Leben und Wirken
Joseph Maria Franz de Paula Campani stammte aus einer Handwerkerfamilie, die in Hötting Nr. 410 (heute: Höttingergasse 17 in Innsbruck) seit Generationen eine Schlosserei führte. Nach dem frühen Tod der Schwester Franziska 1861 und der Mutter Dorothea 1862 wurde das Elternhaus versteigert, und der Vater Johann verließ mit seinem Sohn den Ort.
1877 schloss sich Joseph Campani dem Orden der Benediktiner an, legte 1880 die Profess ab und erhielt den Namen Frater Pirmin. 1884 wurde er zum Priester geweiht und trug jetzt den Namen Pater Pirmin Campani OSB. Er gehörte zur Gründungskolonie des Klosters Seckau in der Steiermark und widmete sich dort der Bautätigkeit. 1896 wurde in Radibor (Sachsen) die Basilika „Maria Rosenkranzkönigin“ eingeweiht, die nach den Plänen Campanis gebaut wurde.
Nach einem Zerwürfnis mit dem Orden konvertierte Pater Pirmin zum evangelischen Glauben, fand 1900 Anstellung im Bauamt von Bethel unter Karl Siebold und leitete dort das „Institut für Kirchliche Kunst“. 1902 heiratete Joseph Campani die Witwe Auguste Strohmann, welche die Tochter Emilia mit in die Ehe brachte. Nach der Kündigung im Bauamt machte er sich 1904 als Architekt selbstständig und baute Kirchen in Brake bei Bielefeld (1909), Hamborn-Schmidthorst (1911), Hagedorn (1911), Christuskirche Obernbeck (1914), Oberlübbe (1913) und Obernbeck (1914), wobei er großen Wert auf die Ausstattung und Ausmalung der Gotteshäuser legte. 
Verarmt durch Auftragslosigkeit während des Ersten Weltkriegs und vereinsamt nach dem Tod seiner Frau 1920, rekonvertierte Joseph Campani kurz vor seinem Tod zum katholischen Glauben und fand 1931 Aufnahme in der Erzabtei Beuron. Dort starb er zwei Monate später nach einem Schlaganfall im Alter von 75 Jahren und wurde auf dem Klosterfriedhof als Mönch Pater Pirmin Campani OSB bestattet.

## Kirchenbauten

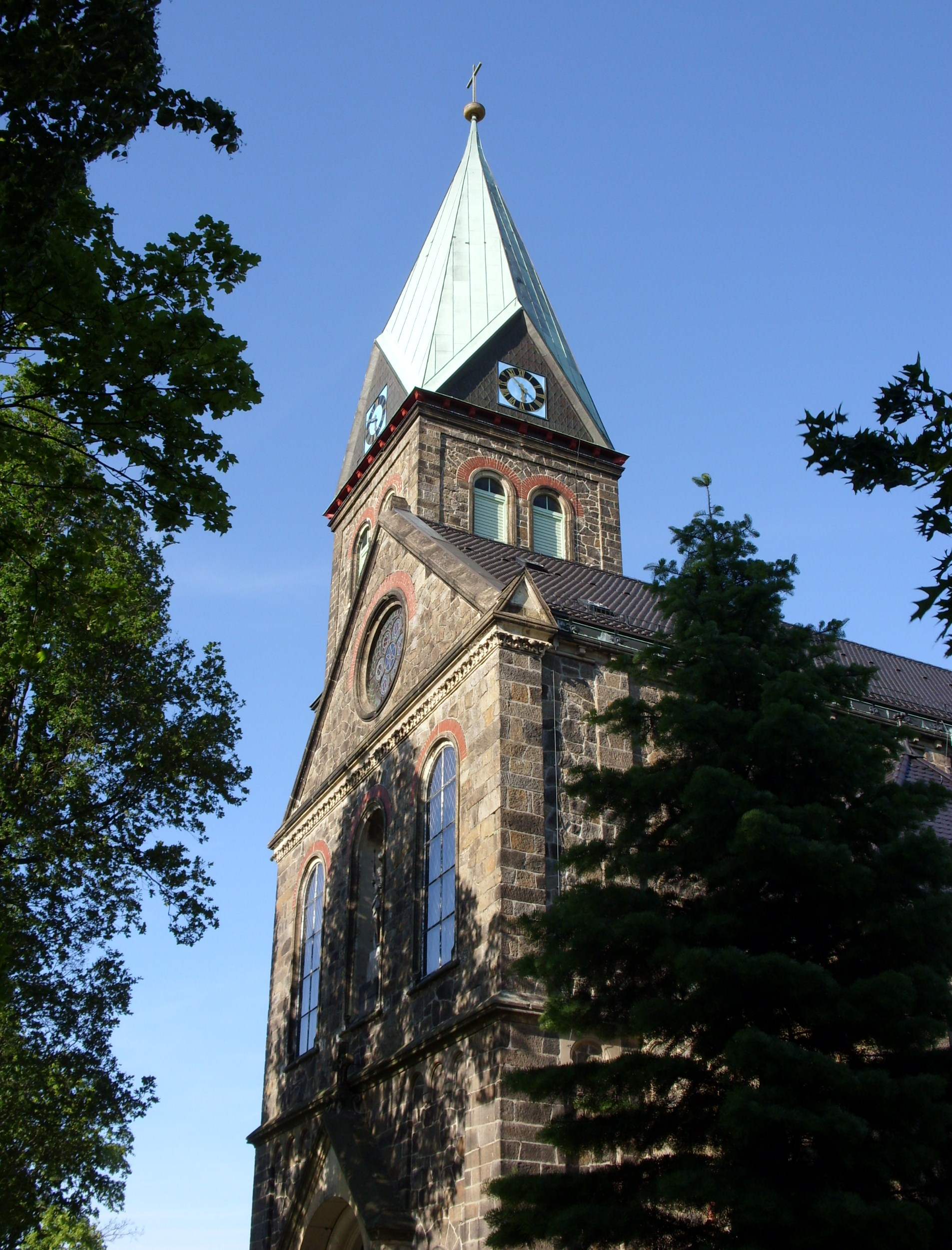
Maria Rosenkranzkönigin (1896) in Radibor
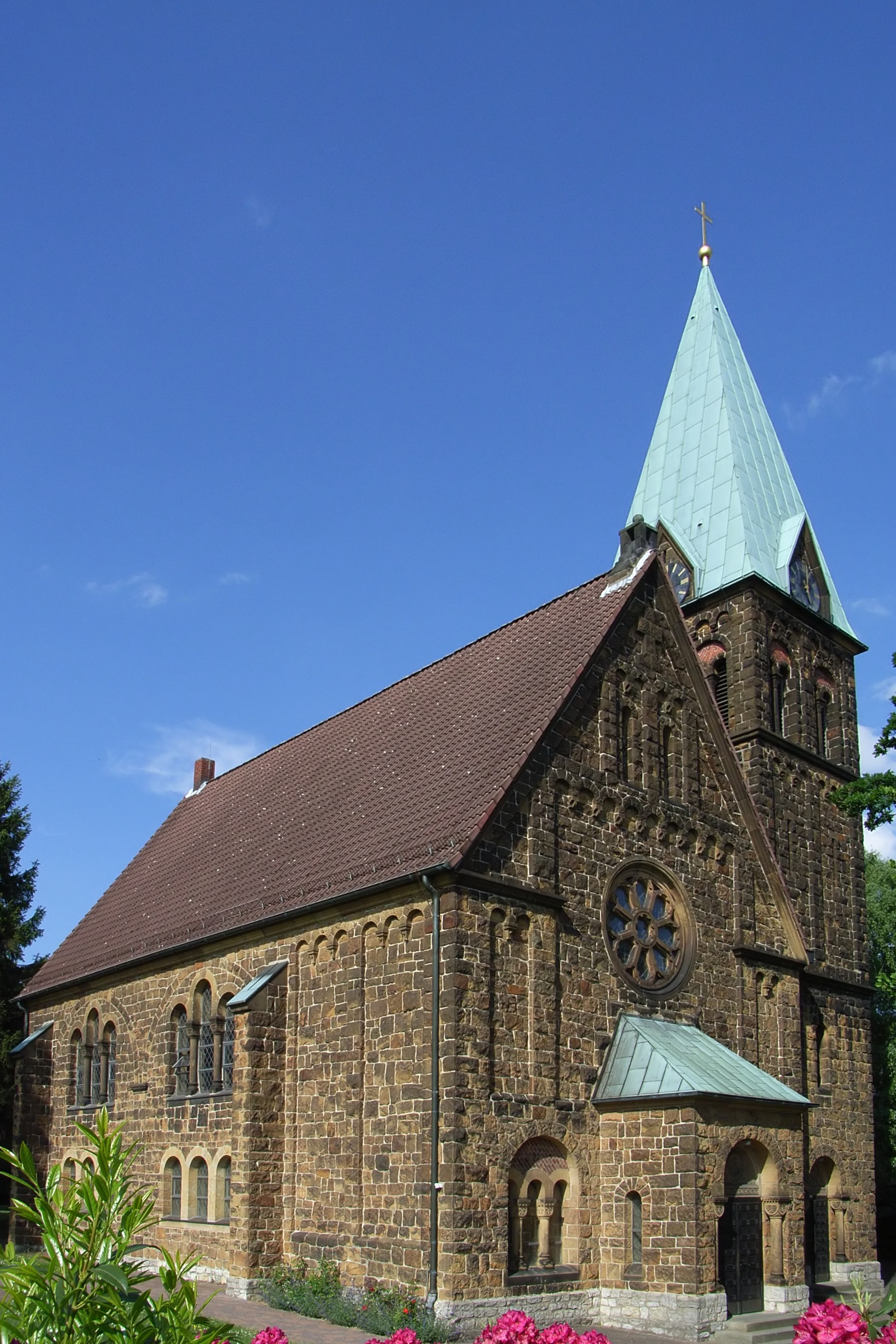
Evangelische Kirche Brake (1909) in Brake
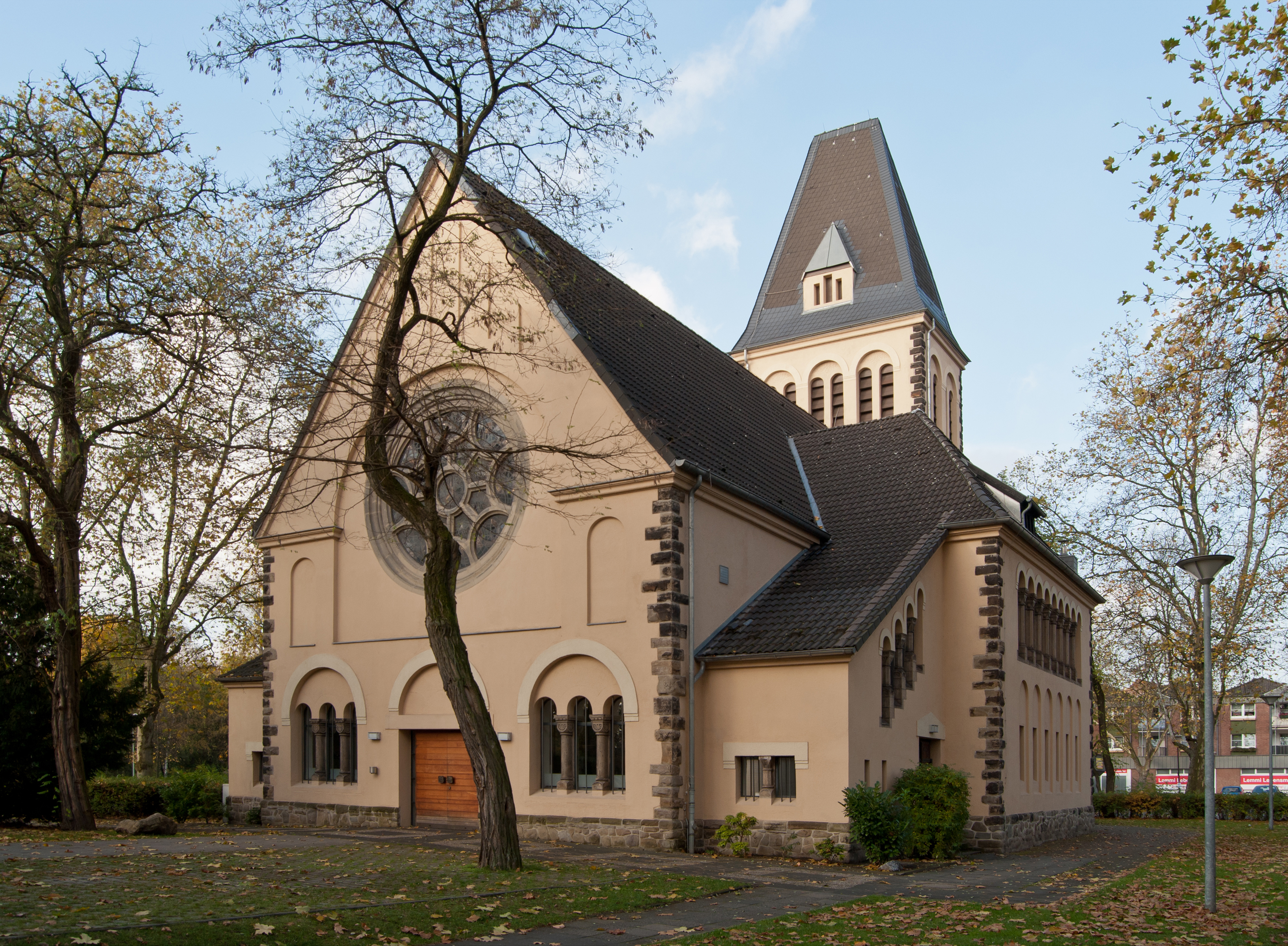
Evangelische Gnadenkirche (1911) in Hamborn-Schmidthorst (heute Duisburg-Neumühl)
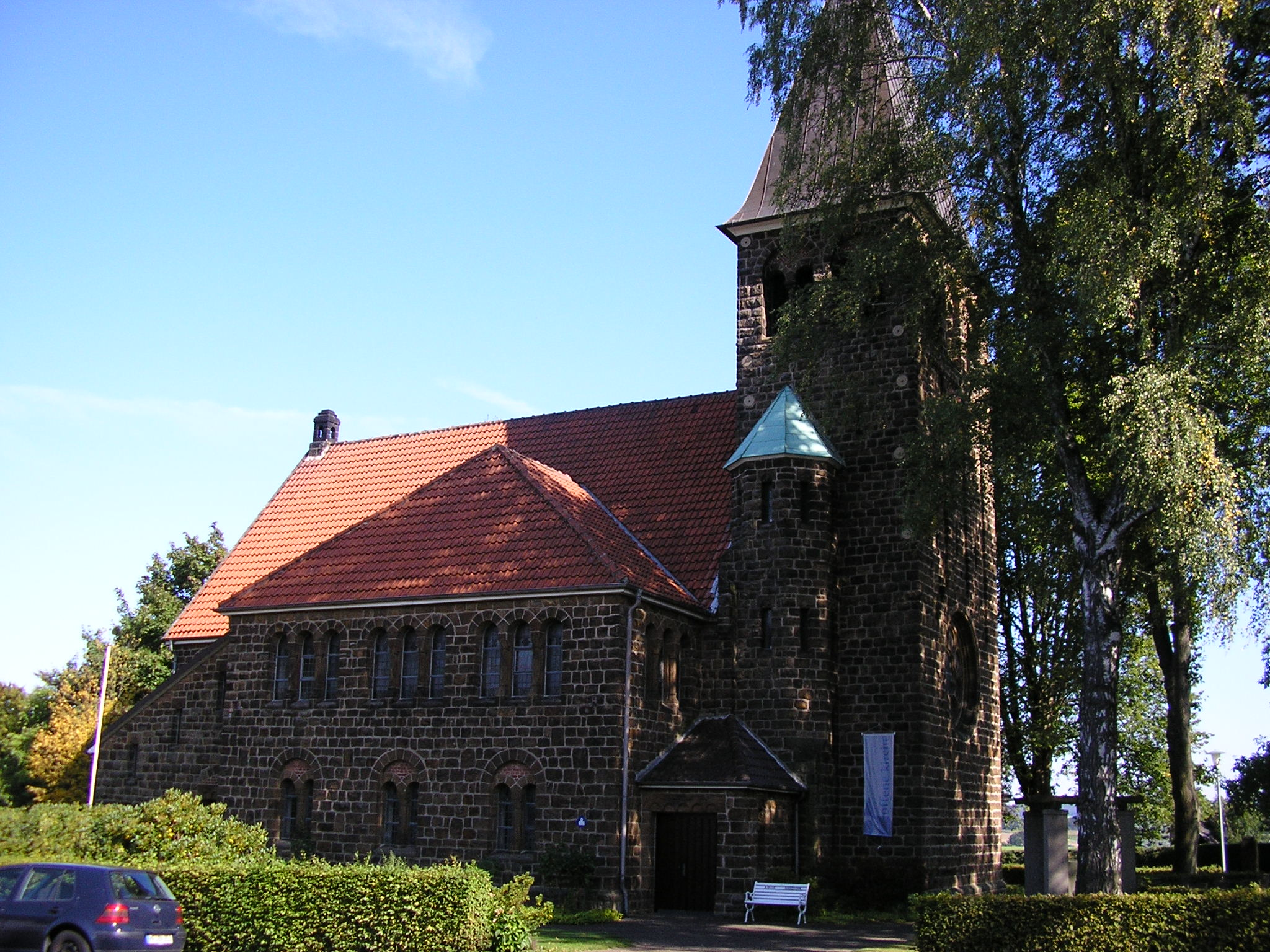
Evangelische Kirche Hagedorn (1911) in Hagedorn, Gemeinde Kirchlengern
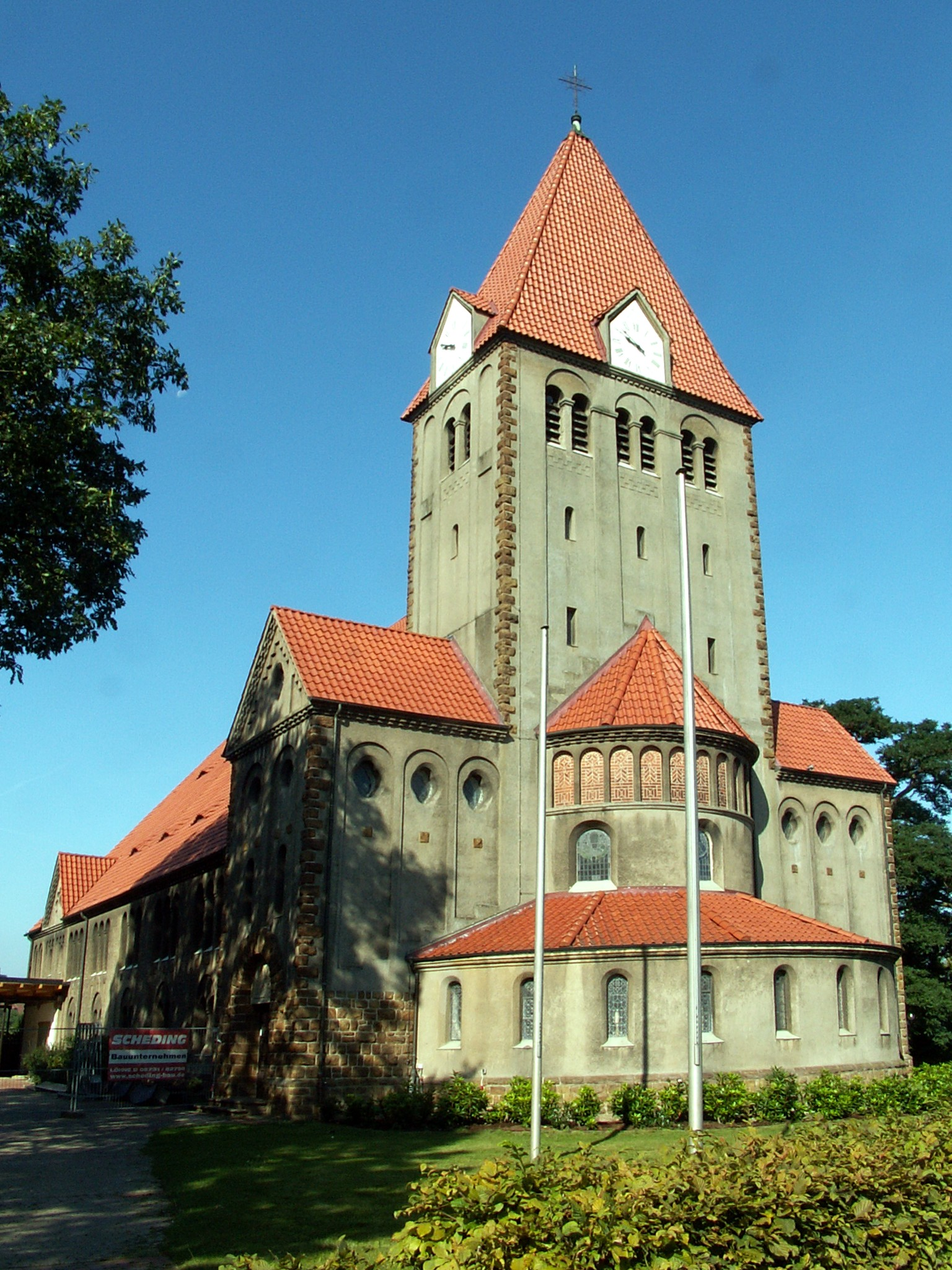
Christuskirche Obernbeck (1914) in Löhne